# USco J160918.69-222923.7
USco J160918.69−222923.7 ist ein L1-Zwerg im Sternbild Skorpion. Er wurde 2008 von Nicolas Lodieu et al. entdeckt.